# Liste der Nummer-eins-Hits in den Hot 100 Airplay (1986)
Diese Liste enthält alle Nummer-eins-Hits in den Hot 100 Airplay Charts im Jahr 1986. Es handelt sich hierbei um die Charts mit den von den Radiostationen in den USA am häufigsten gespielten Musiktiteln, die vom US-amerikanischen Magazin Billboard veröffentlicht wurden. In diesem Jahr gab es 25 Spitzenreiter.
| Singles |
| --- |
| - Lionel Richie – Say You, Say Me - 5 Wochen (21. Dezember 1985 – 24. Januar 1986) - Dionne and Friends – That’s What Friends Are For - 3 Wochen (25. Januar – 14. Februar) - Whitney Houston – How Will I Know - 2 Wochen (15. Februar – 28. Februar) - Mr. Mister – Kyrie - 2 Wochen (1. März – 14. März) - Starship – Sara - 1 Woche (15. März – 21. März) - Heart – These Dreams - 1 Woche (22. März – 28. März) - Falco – Rock Me Amadeus - 3 Wochen (29. März – 18. April) - Prince – Kiss - 2 Wochen (19. April – 2. Mai) - Pet Shop Boys – West End Girls - 2 Wochen (3. Mai – 16. Mai) - Whitney Houston – Greatest Love of All - 2 Wochen (17. Mai – 30. Mai) - Madonna – Live to Tell - 3 Wochen (31. Mai – 20. Juni) - Patti LaBelle & Michael McDonald – On My Own - 2 Wochen (21. Juni – 4. Juli) - Billy Ocean – There’ll Be Sad Songs (To Make You Cry) - 1 Woche (5. Juli – 11. Juli) - Genesis – Invisible Touch - 3 Wochen (12. Juli – 1. August) - Peter Cetera – Glory of Love - 2 Wochen (2. August – 15. August) - Madonna – Papa Don’t Preach - 2 Wochen (16. August – 29. August) - Steve Winwood – Higher Love - 2 Wochen (30. August – 12. September) - Lionel Richie – Dancing on the Ceiling - 1 Woche (13. September – 19. September) - Huey Lewis & The News – Stuck with You - 3 Wochen (20. September – 10. Oktober) - Janet Jackson – When I Think of You - 2 Wochen (11. Oktober – 24. Oktober) - Cyndi Lauper – True Colors - 2 Wochen (25. Oktober – 7. November) - Boston – Amanda - 3 Wochen (8. November – 28. November) - The Human League – Human - 1 Woche (29. November – 5. Dezember) - Bruce Hornsby & The Range – The Way It Is - 1 Woche (6. Dezember – 19. Dezember) - The Bangles – Walk Like an Egyptian - 4 Wochen (20. Dezember 1986 – 16. Januar 1987) |